# یواس‌اس چنگ هو (آی‌ایکس-۵۲)
یواس‌اس چنگ هو (آی‌ایکس-۵۲) (به انگلیسی: USS Cheng Ho (IX-52)) یک کشتی بود که طول آن ۹۰ فوت (۲۷ متر) بود. این کشتی  در سال ۱۹۳۹ ساخته شد.